# クロジ
クロジ（黒鵐、学名：Emberiza variabilis Temminck, 1835 ）は、スズメ目ホオジロ科ホオジロ属に分類される鳥類の一種。和名の由来は、雄の体色が黒っぽいことによる。

## 分布
カムチャツカ半島南部から千島列島、サハリンで繁殖し、冬季は中国東部へ渡る。
日本では、本州中部以北に留鳥として生息し繁殖する。冬季は南方や平地に移動する個体も多い（漂鳥）。北海道や本州北部には夏鳥として渡来し、本州中部以西には、冬鳥として渡来する。日本においては比較的普通種であったが、日本以外の地域での生息は長く確認されていなかったため、一時期日本固有種とされていたこともある。

## 形態
全長は16-17.5 cm。翼開長は約26 cm。体重20-30 g。雄は全体に灰黒色。雌は灰褐色。冬羽は全体に淡くなる。一般にホオジロ科の鳥の尾羽の一番外側は白いが、本種では白くない。嘴は肉色で上面が黒っぽい。

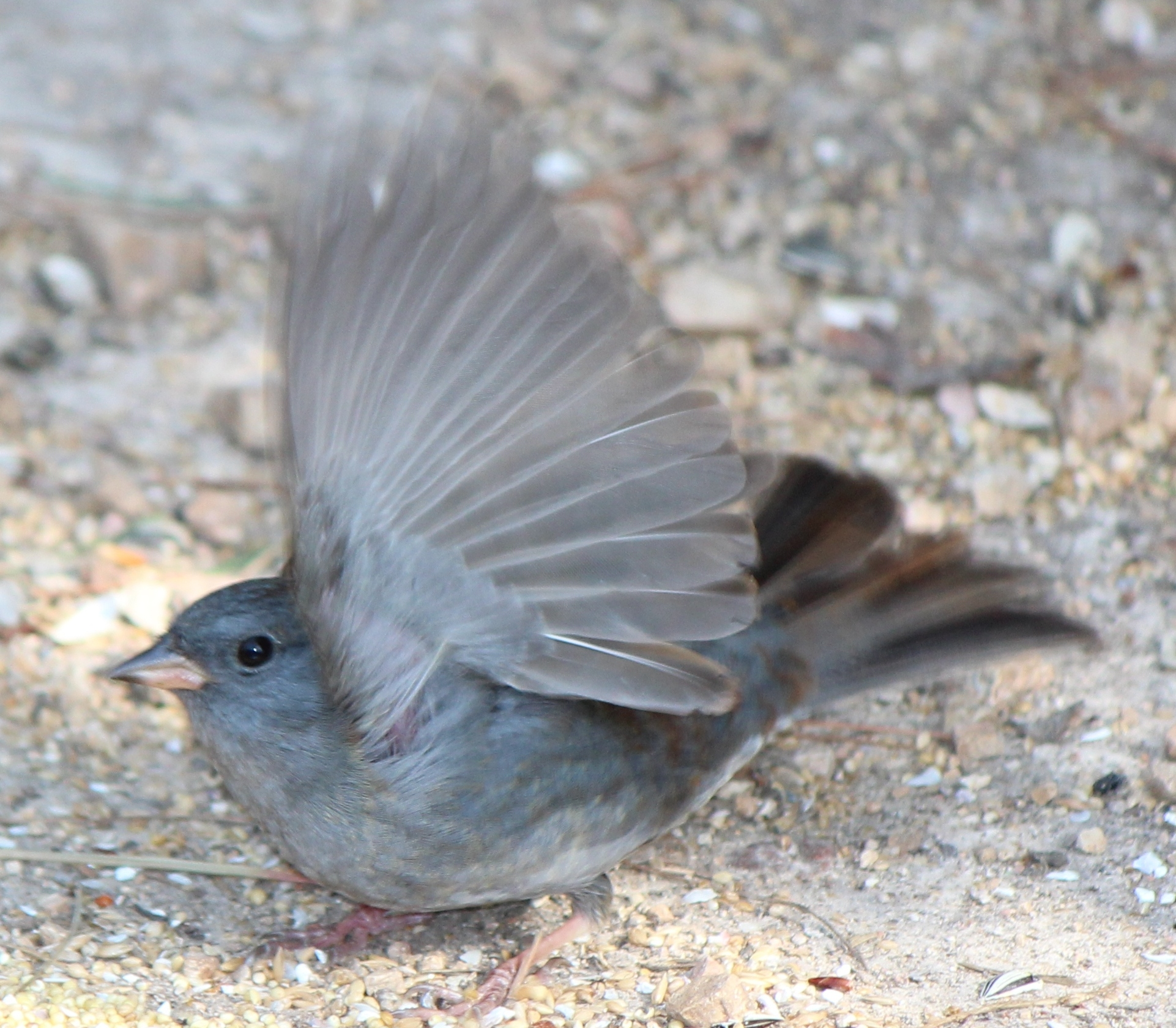
翼を広げたオス
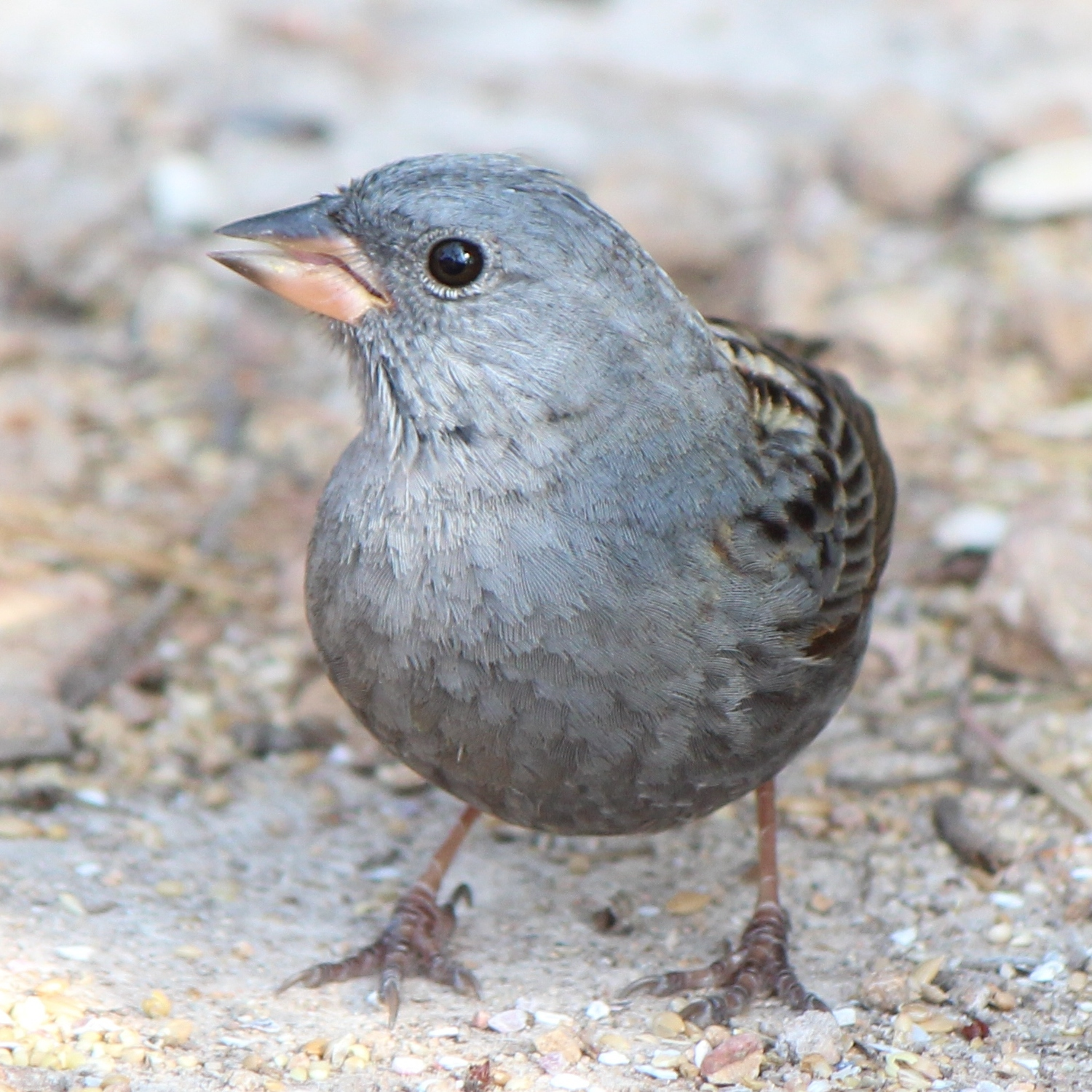
オス（正面）、嘴は肉色で上面が黒っぽい
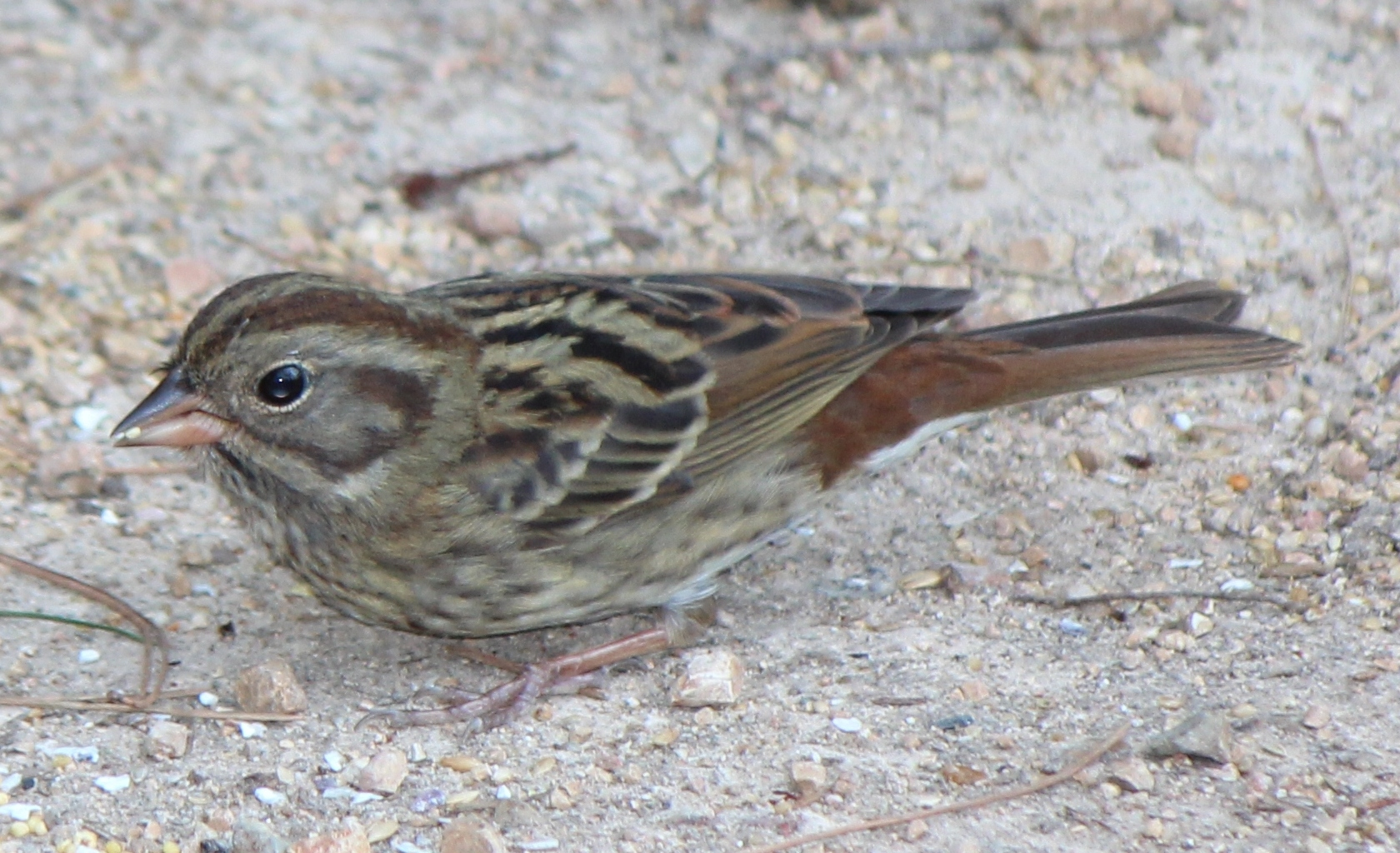
メス
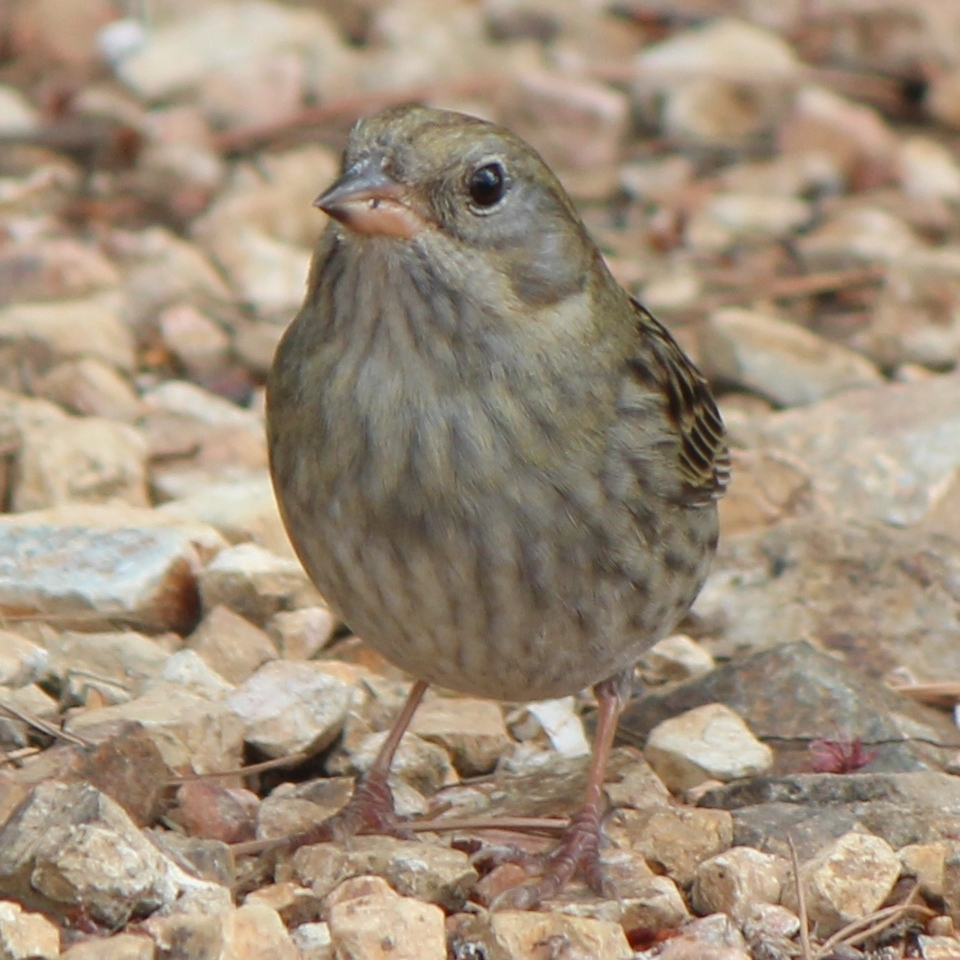
メス（正面）

## 生態
繁殖期は落葉広葉樹林や亜高山帯の針葉樹林に生息する。非繁殖期は、平地から山地の森林の林床部に単独で生活していることが多い。繁殖期には樹上で昆虫類やクモ類を捕食し、それ以外の時期は地上で植物の種子を食べる。草薮の中に枯れ枝などを用いて椀状の巣を作り、1腹4-5個の卵を産む。抱卵期間は約11日で、雌雄協同で抱卵する。雛は孵化後約11日で巣立ちする。警戒心が強く人などが近付くとすぐにやぶの中に逃げるため、観察しにくい鳥である。

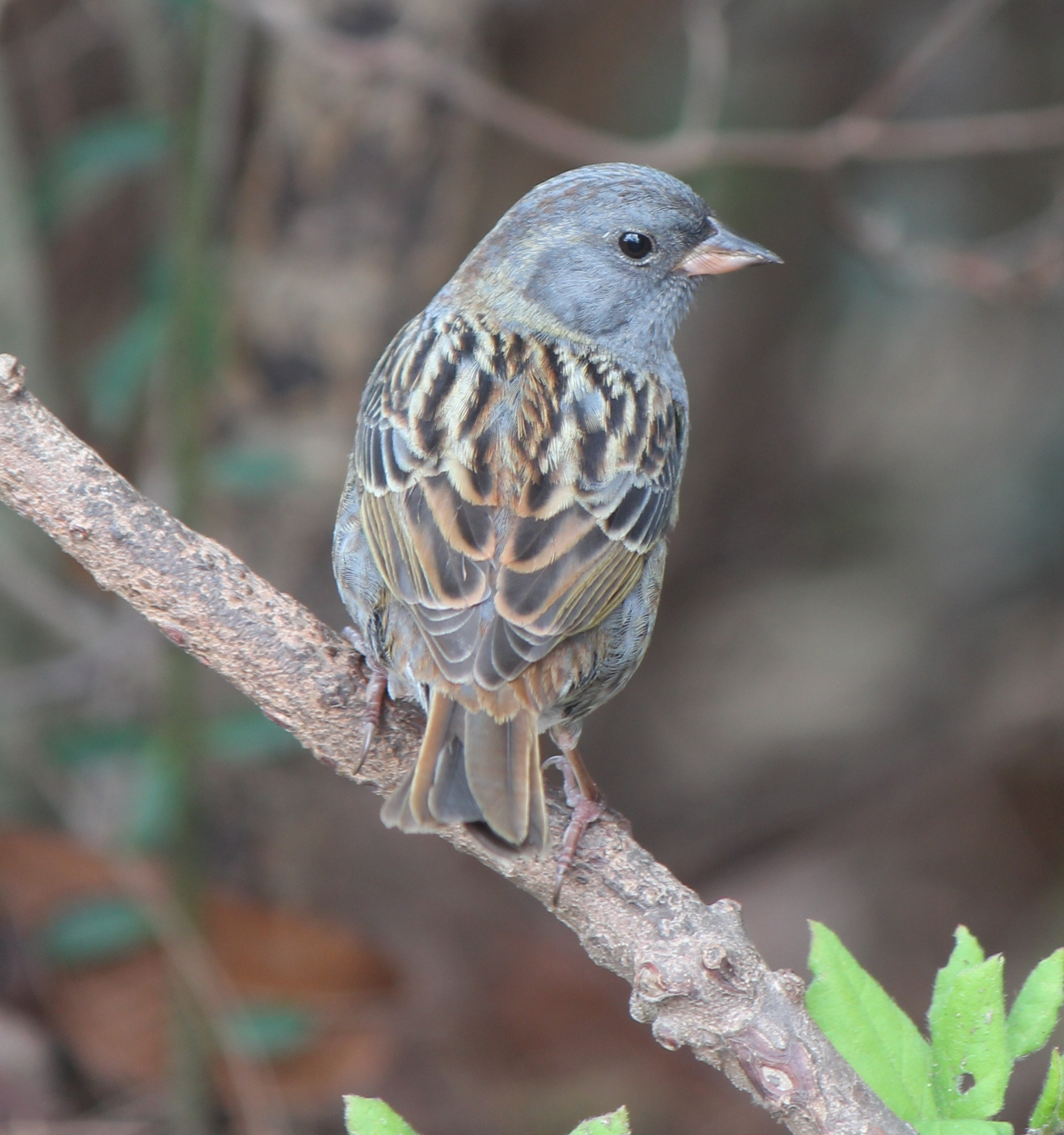
やぶの中から姿を現したオス
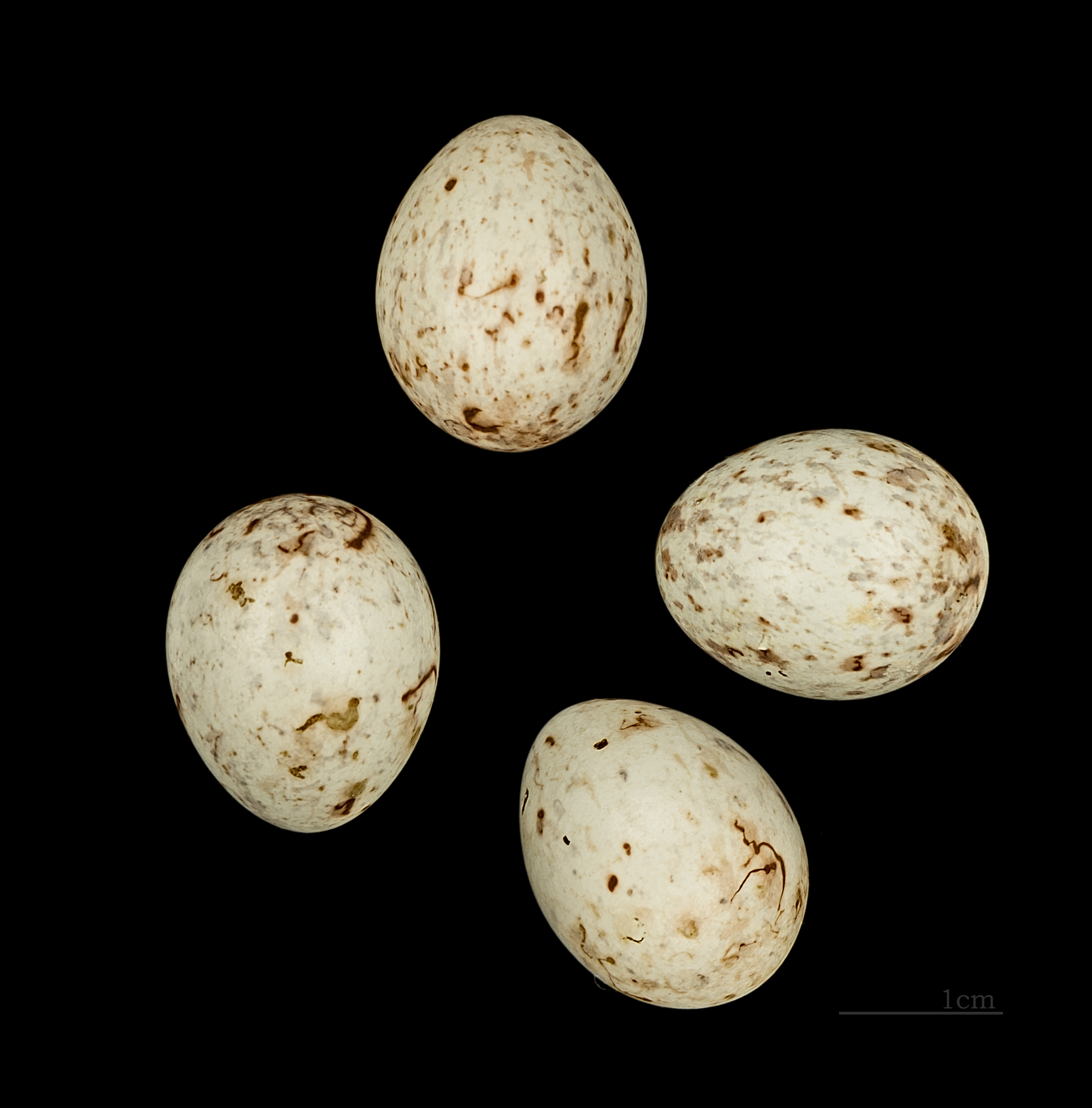
卵

## 亜種
本種は以下の2亜種に分類されている。
- E. variabilis variabilis Temminck, 1836 - サハリン、千島列島、日本の北部と中部に分布する。
- E. variabilis musica Kittlitz, 1858 - カムチャッカ半島中央部分布する。

## 種の保全状況評価
国際自然保護連合（IUCN）により、軽度懸念（LC）の指定を受けている。
日本の以下の都道府県でレッドリストの指定を受けている。
- 絶滅危惧I類 - 神奈川県（繁殖期が絶滅危惧I類、非繁殖期が減少種）
- 絶滅危惧種 - 京都府[9]、奈良県
- 準絶滅危惧 - 栃木県、東京都、大阪府[10]、鳥取県[11]、山口県[12]、高知県
  - 希少野生生物Cランク - 青森県（環境省の準絶滅危惧相当）[13]
  - 一般保護生物（D） - 千葉県（環境省の準絶滅危惧相当）[14]
  - 希少種 - 滋賀県（環境省の準絶滅危惧相当）
  - Cランク - 兵庫県（環境省の準絶滅危惧相当）
- その他 - 岩手県（Dランク）、群馬県（注目）、山梨県（情報不足）、岐阜県（情報不足）[15]